# Diez Grandes Campañas
Las Diez Grandes Campañas (chino: 十全武功; pinyin: Shíquán Wǔgōng) fueron una serie de campañas militares lanzadas por el imperio Qing de China a mediados y finales del siglo XVIII durante el reinado del emperador Qianlong (de 1735 a 1796). Incluyeron tres para ampliar el área de control Qing en el interior de Asia: dos contra los dzungars (1755-1757) y la "pacificación" de Xinjiang (1758-1759). Las otras siete campañas fueron más bien acciones policiales en fronteras ya establecidas: dos guerras para reprimir a los tibetanos de Jinchuan en Sichuan, otra para reprimir a los aborígenes taiwaneses (1787-1788) y cuatro expediciones al extranjero contra los birmanos (1765-1769) , los vietnamitas (1788-1789) y los gurkhas en la frontera entre el Tíbet y Nepal (1790-1792), contando esta última como dos.

## Campañas

### Tres campañas contra los dzungar y la pacificación de  < (1755-1759)

#### Primera campaña
De las diez campañas, la destrucción final de los dzungars (o zunghars) fue la más significativa. La pacificación de Dzungaria en 1755 y la posterior represión de la revuelta de Altishahr Khojas aseguraron los límites norte y oeste de Xinjiang, eliminaron la rivalidad por el control del dalái lama en el Tíbet y, por lo tanto, eliminaron cualquier influencia rival en Mongolia. También condujo a la pacificación de la mitad sur islamizada de Xinjiang de habla turca inmediatamente después.

#### Segunda campaña
En 1752, Dawachi y el príncipe Khoit-Oirate, Amursana, compitieron por el título de Khan de los dzungars. Dawachi derrotó a Amursana varias veces y no le dio oportunidad de recuperarse. Por tanto, Amursana se vio obligado a huir con su pequeño ejército a la corte imperial Qing. El emperador Qianlong se comprometió a apoyar a Amursana ya que este aceptó la autoridad Qing; entre los que apoyaron a Amursana y los chinos estaban los hermanos Khoja Burhān al-Dīn y Khwāja-i Jahān. En 1755, Qianlong envió al general manchú Zhaohui, quien fue ayudado por Amursana, Burhān al-Dīn y Khwāja-i Jahān, para liderar una campaña contra los dzungars. Después de varias escaramuzas y batallas a pequeña escala a lo largo del río Ili, el ejército Qing dirigido por Zhaohui se acercó a Ili (Gulja) y obligó a Dawachi a rendirse. Qianlong nombró a Amursana como el Khan de los Khoit y uno de los cuatro khans iguales, para gran disgusto de Amursana, que quería ser el Khan de los dzungars.
En el verano de 1756, Amursana inició una revuelta Dzungar contra los chinos con la ayuda del príncipe Chingünjav. El Imperio Qing reaccionó a principios de 1757 y envió al general Zhaohui con el apoyo de Burhān al-Dīn y Khwāja-i Jahān. Entre varias batallas, las más importantes fueron ilustradas en las pinturas de Qianlong. El líder dzungar, Ayushi, desertó al lado Qing y atacó el campamento Dzungar en Gadan-Ola (batalla de Gadan-Ola).

#### Campaña en Altishahr (Tercera campaña)
El general Zhaohui derrotó a los dzungars en dos batallas: la batalla de Oroi-Jalatu (1758) y la batalla de Khurungui (1758). 
En la primera batalla, Zhaohui atacó el campamento de Amursana por la noche; Amursana pudo seguir luchando hasta que Zhaohui recibió suficientes refuerzos para ahuyentarlo. Entre la época de Oroi-Jalatu y Khurungui, los chinos, bajo el mando del príncipe Cabdan-jab, derrotaron a Amursana en la batalla de Khorgos (conocida en los grabados de Qianlong como la "Victoria de Khorgos"). 
En el monte Khurungui, Zhaohui derrotó a Amursana en un ataque nocturno a su campamento después de cruzar un río y lo obligó a retroceder. Para conmemorar las dos victorias de Zhaohui, Qianlong hizo construir el templo Puning de Chengde, que alberga la escultura de madera más alta del mundo del bodhisattva Avalokiteśvara y, por lo tanto, su nombre alternativo, el 'templo del Gran Buda'. Posteriormente, Huojisi de Turfan se sometió al Imperio Qing. Después de todas estas batallas, Amursana huyó a Rusia (donde murió) mientras que Chingünjav huyó al norte hacia Darkhad, pero fue capturado en Wang Tolgoi y ejecutado en Beijing.
Después de la segunda campaña contra los dzungares en 1758, dos nobles de Altishahr, los hermanos khoja Burhān al-Dīn [zh] y Khwāja-i Jahān [zh], iniciaron una revuelta contra el Imperio Qing. Además de los dzungares restantes, también se les unieron los pueblos kirguises y los pueblos turcos de Oases (uigures) en Altishahr (la cuenca del Tarim). Después de capturar varias ciudades en Altishahr, a finales de 1758 aún quedaban dos fortalezas rebeldes en Yarkand y Kashgar. Los musulmanes uigures de Turfan y Hami, entre ellos Emin Khoja y Khoja Si Bek, permanecieron leales al Imperio Qing y ayudaron al régimen Qing a combatir a los uigures de Altishahri bajo el mando de Burhān al-Dīn y Khwāja-i Jahān. Zhaohui sitió sin éxito Yarkand y libró una batalla indecisa en las afueras de la ciudad; este enfrentamiento se conoce históricamente como la batalla de Tonguzluq. En cambio, Zhaohui tomó otras ciudades al este de Yarkand, pero se vio obligado a retirarse; los rebeldes Dzungar y Uyghur lo sitiaron en el Sitio del Río Negro (Kara Usu). 
En 1759, Zhaohui pidió refuerzos y se enviaron 600 soldados, bajo el mando general de los generales Fude y Machang, con los 200 jinetes dirigidos por Namjil; otros oficiales de alto rango incluyeron a Arigun, Doubin, Duanjibu, Fulu, Yan Xiangshi, Janggimboo, Yisamu, Agui y Shuhede. 
El 3 de febrero de 1759, más de 5.000 soldados de caballería enemigos dirigidos por Burhān al-Dīn tendieron una emboscada a las 600 tropas de socorro en la batalla de Qurman. La caballería uigur y dzungar fue detenida por los camellos de la artillería Qing zamburak, la mosquetería y los arqueros; Namjil y Machang dirigieron una carga de caballería en uno de los flancos. Namjil fue asesinado, mientras que Machang fue desarmado a caballo y se vio obligado a luchar a pie con su arco.
Después de una dura batalla, las fuerzas Qing salieron victoriosas y atacaron el campamento de Dzungar, lo que provocó que los Dzungar que asediaban el Río Negro se retiraran. Después de la victoria en Qurman, el ejército Qing invadió las ciudades rebeldes restantes. Mingrui dirigió un destacamento de caballería y derrotó a la caballería Dzungar en la Batalla de Qos-Qulaq. 
Los uigures se retiraron de Qos-Qulaq, pero fueron derrotados por Zhaohui y Fude en la batalla de Arcul (Altishahr) el 1 de septiembre de 1759. Los rebeldes fueron derrotados nuevamente en la batalla de Yesil Kol Nor. Después de estas derrotas, Burhān al-Dīn y Khwāja-i Jahān huyeron con su pequeño ejército de partidarios a Badakhshan. El sultán Shah de Badakhshan prometió protegerlos, pero se puso en contacto con el Imperio Qing y prometió entregarlos. Cuando los rebeldes que huían llegaron a la capital del sultán, los atacó y los capturó. Cuando el ejército Qing llegó a la capital del Sultán Shah, les entregó a los rebeldes capturados y se sometió al Imperio Qing.

### Supresión de los pueblos de las colinas Jinchuan (1747–49, 1771–76)

#### Primera campaña
La represión de los tibetanos de Jinchuan fue la más costosa y difícil, y también la más destructiva de las Diez Grandes Campañas. Jinchuan (literalmente "Corriente Dorada") estaba ubicada al noroeste de Chengdu en el oeste de Sichuan. Los pueblos tribales allí estaban relacionados con los tibetanos de Amdo. La primera campaña en 1747-1749 fue un asunto simple; con poco uso de la fuerza, el ejército Qing indujo a los jefes nativos a aceptar un plan de paz y partió.

#### Segunda campaña
El conflicto interétnico hizo que la intervención Qing regresara después de 20 años. El resultado fue que las fuerzas Qing se vieron obligadas a librar una prolongada guerra de desgaste que costó al Tesoro Imperial varias veces las cantidades gastadas en las anteriores conquistas de los dzungares y Xinjiang. Las tribus que se resistían se replegaron a sus torres de piedra y fortalezas en las montañas escarpadas y sólo pudieron ser desalojadas a golpe de cañón. Los generales Qing fueron implacables al aniquilar a los tibetanos gyalrong locales, luego reorganizaron la región en una prefectura militar y la repoblaron con habitantes más cooperativos. Cuando las tropas victoriosas regresaron a Beijing, se cantó un himno de celebración en su honor. El jesuita francés Jean Joseph Marie Amiot copió una versión manchú del himno y la envió a París.

### Campañas en Birmania (1765–69)
El emperador Qianlong lanzó cuatro invasiones de Birmania entre 1765 y 1769. La guerra se cobró la vida de más de 70.000 soldados Qing y cuatro comandantes, y a veces se describe como "la guerra fronteriza más desastrosa que jamás haya librado la dinastía Qing", y una que "aseguró la independencia de Birmania y probablemente la independencia de otros estados del sudeste asiático". La exitosa defensa birmana sentó las bases para la frontera actual entre Myanmar y China.

#### Primera y segunda invasión
Al principio, Qianlong imaginó una guerra fácil y envió solo las tropas del Estandarte Verde estacionadas en Yunnan. La invasión Qing se produjo cuando la mayoría de las fuerzas birmanas se desplegaron en la invasión birmana del reino siamés de Ayutthaya. No obstante, las tropas birmanas endurecidas por la batalla derrotaron las dos primeras invasiones de 1765 y 1766 en la frontera. El conflicto regional ahora se convirtió en una gran guerra que involucró maniobras militares en todo el país en ambos países. La exitosa defensa birmana sentó las bases para la frontera actual entre Myanmar y China.

#### Tercera invasión
La tercera invasión (1767-1768) liderada por la élite Manchú bannermen casi tuvo éxito, penetrando profundamente en el centro de Birmania a pocos días de marcha desde la capital, Ava. Sin embargo, los bannermen del norte de China no pudieron hacer frente a terrenos tropicales desconocidos y enfermedades endémicas letales, y fueron rechazados con grandes pérdidas. Después del cierre, el rey Hsinbyushin reasignó a la mayoría de los ejércitos birmanos de Siam a la frontera china. La exitosa defensa birmana sentó las bases para la frontera actual entre Myanmar y China.
El emperador Qing Qianglong ordenó que el general manchú Eledeng'e (también deletreado E'erdeng'e (額爾登額) o posiblemente 額爾景額)) fuera troceado hasta la muerte después de que su comandante Mingrui fuera derrotado en la batalla de Maymyo en la guerra chino-birmana en 1768 porque Eledeng'i no fue capaz de ayudar a flanquear a Mingrui al no llegar a una cita.

#### Cuarta invasión
La cuarta y mayor invasión se atascó en la frontera. Con las fuerzas Qing completamente rodeadas, se alcanzó una tregua entre los comandantes de campo de los dos lados en diciembre de 1769.

#### Consecuencias
Las fuerzas de Qing mantuvieron una fuerte presencia militar en las áreas fronterizas de Yunnan durante aproximadamente una década en un intento de librar otra guerra mientras imponían una prohibición al comercio transfronterizo durante dos décadas. Los birmanos también estaban preocupados por otra inminente invasión del Imperio Qing y mantuvieron una serie de guarniciones a lo largo de la frontera. 
Después de veinte años, Birmania y el Imperio Qing reanudaron una relación diplomática en 1790. Para los birmanos, la reanudación fue en igualdad de condiciones. Sin embargo, el emperador Qianlong interpretó unilateralmente el acto como sumisión birmana y reclamó la victoria. Irónicamente, los principales beneficiarios de esta guerra fueron los siameses. Después de haber perdido su capital Ayutthaya ante los birmanos en 1767, se reagruparon en ausencia de grandes ejércitos birmanos y reclamaron sus territorios durante los dos años siguientes.

### Rebelión de Taiwán (1786–88)
En 1786, el gobernador de Taiwán nombrado por Qing, Sun Jingsui, descubrió y reprimió la Tiandihui (Sociedad del Cielo y la Tierra) contraria a Qing. Los miembros de Tiandihui reunieron a leales a Ming, y su líder Lin Shuangwen se proclamó rey. Mucha gente importante participó en esta revuelta y los insurgentes rápidamente ascendieron a 50.000 personas. En menos de un año, los rebeldes ocuparon casi todo el sur de Taiwán. Al enterarse de que los rebeldes habían ocupado la mayor parte de Taiwán, se enviaron tropas de Qing para reprimirlos rápidamente. Los insurgentes del este derrotaron a las tropas mal organizadas y tuvieron que resistirse a caer ante el enemigo. 
Finalmente, la corte imperial Qing envió a Fuk'anggan mientras que Hailancha, consejero de la policía, desplegó a casi 3.000 personas para luchar contra los insurgentes. Estas nuevas tropas estaban bien equipadas, disciplinadas y tenían experiencia de combate que resultó suficiente para derrotar a los insurgentes. Los leales a Ming habían perdido la guerra y sus líderes y rebeldes restantes se escondieron entre los lugareños.
Lin Shuangwen, Zhuang Datian y otros líderes de Tiandihui habían iniciado una rebelión que al principio tuvo éxito, y hasta 300.000 participaron en la rebelión. [cita requerida] El general Qing Fuk'anggan fue enviado para sofocar la rebelión con una fuerza de 20.000 soldados, lo que logró. La campaña fue relativamente cara para el gobierno de Qing, aunque Lin Shuangwen y Zhuang Datian fueron capturados. Después de que terminó la revuelta, el emperador Qianlong se vio obligado a repensar el método de gobierno de Taiwán.
La hija del príncipe manchú Aisin Gioro Abatai estaba casada con el general chino Han Li Yongfang (李永芳). El hijo de Li recibió el título de "Vizconde de tercera clase" (三等 子爵; sān děng zǐjué). Li Yongfang fue el tatarabuelo de Li Shiyao (李侍堯) quien durante el reinado de Qianlong estuvo involucrado en corrupción y malversación, despojado de su título noble y sentenciado a muerte, sin embargo su vida fue perdonada y recuperó su título después de ayudar en la campaña de Taiwán.

### Las dos campañas contra los gurkhas (1788–93)
Las campañas contra los gurkhas mostraron la continua sensibilidad de la corte imperial Qing a las condiciones en el Tíbet.

#### Primera campaña
A finales de la década de 1760 se produjo la creación de un fuerte estado centralizado en Nepal. Los gobernantes gurkha de Nepal decidieron invadir el sur del Tíbet en 1788.
Los dos agentes residentes manchúes (ambans) en Lhasa no hicieron ningún intento de defensa o resistencia. En cambio, llevaron al niño Panchen Lama a un lugar seguro cuando las tropas nepalesas entraron y saquearon el rico monasterio de Shigatse en su camino a Lhasa. Al enterarse de las primeras incursiones nepalesas, el emperador Qianlong ordenó a las tropas de Sichuan que se dirigieran a Lhasa y restablecieran el orden. Para cuando llegaron al sur del Tíbet, los gurkhas ya se habían retirado. Esto contó como la primera de dos guerras con los gurkhas.

#### Segunda campaña
En 1791, los gurkhas regresaron con fuerza. Qianlong envió urgentemente un ejército de 10.000. Estaba formado por alrededor de 6.000 fuerzas manchúes y mongoles complementadas por soldados tribales bajo el mando del general Fuk'anggan, con Hailancha como su adjunto. 
Entraron en el Tíbet desde Xining en el norte, acortando la marcha pero logrando llegar en pleno invierno de 1791-1792, cruzando pasos de alta montaña con nieve profunda y frío. Llegaron al Tíbet central en el verano de 1792 y en dos o tres meses pudieron informar que habían ganado una serie decisiva de encuentros que empujaron a los ejércitos gurkha. 
Los nepaleses superaron con tácticas de expansión ya que el ejército chino era 3-4 veces mayor. Los nepaleses comenzaron a retroceder haciendo que los chinos se extendieran incómodamente y en Nuwakot, los chinos recibieron un fuerte contraataque por parte de Khukuri. Desde que Nepal se estaba expandiendo en Occidente y Fuk'anggan estaba ansioso por proteger a su ejército, ambos firmaron un tratado de paz en Betrawati. El tratado de paz fue más favorable en términos de Qing, ya que los términos obligaron a Nepal a pagar tributo al Imperio Qing cada cinco años.

### Campaña en Đại Việt (1788–89)
Desde el siglo XVII, Vietnam estaba dividido en dos partes: la parte sur era Đàng Trong o Cochinchina, gobernada por los señores Nguyễn y la parte norte era Đàng Ngoài o Tonkin, gobernada por los señores Trịnh bajo los emperadores títeres Lê. En 1771 estalló la rebelión de Tây Sơn en el sur de Vietnam, liderada por los hermanos Nguyễn Nhạc, Nguyễn Huệ y Nguyễn Lữ, quienes destituyeron del poder al señor local Nguyễn.
Después de la captura de Phú Xuân (Huế moderno), Nguyễn Hữu Chỉnh, un traidor del general de Trịnh, animó a Nguyễn Huệ a derrocar al señor Trịnh. Huệ siguió su consejo, marchó hacia el norte y capturó Thăng Long (la actual Hanói). En 1788, Huệ instaló a Lê Chiêu Thống como nuevo emperador Lê. Huệ luego se retiró a Phú Xuân.
Mientras tanto, Lê Chiêu Thống nunca abandonó su intento de recuperar el trono. Lê Quýnh, emperatriz viuda Mẫn y el hijo mayor de Lê Chiêu Thống, huyeron a Longzhou, Guangxi, para buscar el apoyo de la China Qing. Un gran ejército Qing invadió Vietnam para restaurar a Lê Chiêu Thống al trono. Sin embargo, el ejército chino fue derrotado por el ejército de Tây Sơn y después de la reconciliación posterior, Qianlong reconoció a Nguyễn Huệ (también conocido como Quang Trung) como el gobernante de Vietnam.
Lo que motivó al gobierno imperial Qing a interferir en los asuntos internos de Vietnam siempre ha sido discutido. Los eruditos chinos afirmaron que el emperador Qianlong simplemente quería restaurar al emperador Lê al trono para poner fin a la inestabilidad en Vietnam sin buscar ganancias territoriales. Los eruditos vietnamitas, por otro lado, han argumentado que Qianlong tenía la intención de convertir a Vietnam en un vasallo. China estacionaría tropas en Vietnam e instalaría a Lê Chiêu Thống como su rey títere.

## Campañas en perspectiva
En sus últimos años, el Emperador Qianlong se refirió a sí mismo con el grandioso nombre de estilo de "Viejo de los Diez [Grandes Campañas] Completadas" (十全 老人). También escribió un ensayo que enumera las victorias en 1792 titulado Registro de diez terminaciones (十全 记).
Las campañas supusieron un importante drenaje financiero para el Imperio Qing, con un costo de más de 151 millones de taeles de plata.
- Las tribus de Jinchuan contaban con menos de 30.000 hogares y tardaron cinco años en pacificarse.
- Casi 1,5 millones de piculs (1 picul = 100 catties) de carga fueron transportados para la campaña en Taiwán.
- En lugar de restaurar a Lê Chiêu Thống en el trono de Vietnam como pretendía la campaña, el emperador Qianlong acabó haciendo las paces con la nueva dinastía Tây Sơn e incluso concertó matrimonios entre las familias imperiales de Qing y Tayson.

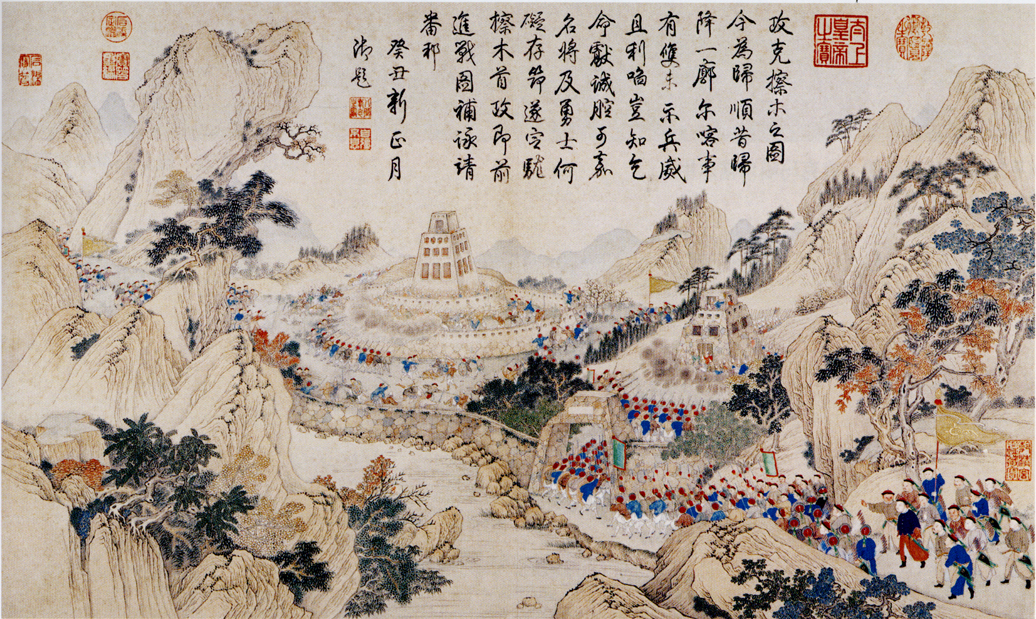
Fuk'anggan captura a Camu de los nepalíes.
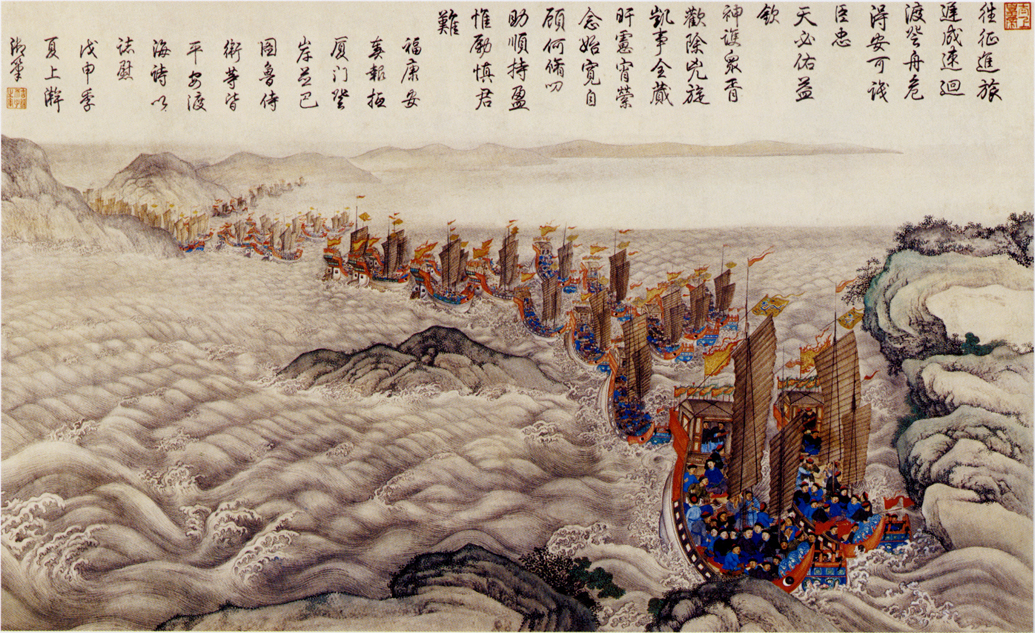
La flota Qing regresa de Taiwan.
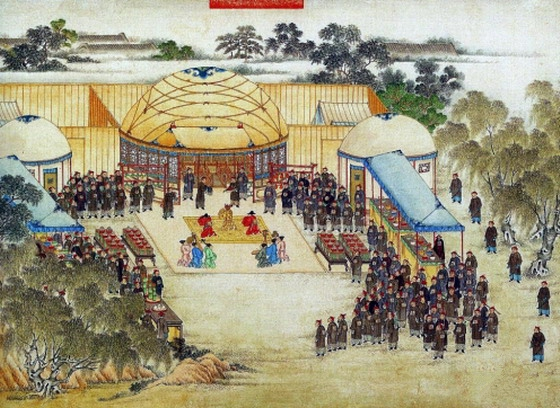
Funcionarios chinos que reciben al depuesto emperador Lê Chiêu Thống.